# Strigoderma micans
Strigoderma micans är en skalbaggsart som beskrevs av Anton Franz Nonfried 1893. Strigoderma micans ingår i släktet Strigoderma och familjen Rutelidae. Inga underarter finns listade i Catalogue of Life.